# Районы местного самоуправления Западной Австралии
Территория австралийского штата Западная Австралия разделена на 144 района местного самоуправления (включая территории острова Рождества и Кокосовых островов). Статус районов и полномочия их органов регулируются Законом о местном самоуправлении, принятом в 1995 году. 
Выделяются три типа районов местного самоуправления:
- сити (англ. City): статус сити предоставляется только округу в составе столичного района (англ. metropolitan area) с численностью населения свыше 30 тысяч человек, из которых более половины проживает в городской местности, а также округу, не являющемся частью столичного района, в котором проживает свыше 20 тысяч человек (из них более половины проживает в городской местности);
- таун (англ. Town): статус тауна предоставляется только в случае, если в округе более половины жителей проживает в городской местности;
- графство (англ. Shire): статус графства предоставляется всем остальным округам, которые не подпадают под критерии сити или тауна.

## Список
| - Албани Сити - Армидейл Сити - Ашхубтон (графство) - Августа-Маргарет Ривер (графство) - Бассенден таун - Бесвота Сити - Балмонт Сити - Беверли (графство) - Боддингтон (графство) - Боун Брук (графство) - Бригтон-Гринбушес (графство) - Бруктон (графство) - Брум (графство) - Брик Рук (графство) - Баньери Сити - Басселтон (графство) - Кембриг Таун - Каннинг Сити - Капел (графство) - Кэрман (графство) - Карнарвон (графство) - Чапмен Валлей (графство) - Читеринг (графство) - Кларемптон Таун - Кукбурн Сити - Колли (графство) - Калгурли (графство) - Кароу (графство) - Кориггин (графство) - Коттеслоу Таун - Кранбрук (графство) - Кубаллинг (графство) - Ки (графство) - Кундердин (графство) - Далваллини (графство) - Дандараган (графство) - Дардунуп (графство) - Денмерк (графство) - Дерьи Вест Кимберли (графство) - Доннибрук Валлинбрук (графство) - Даверин (графство) - Дамблеунг (графство) - Данбас (графство) - Эст Фримантл Таун - Эст Пилбара (графство) - Эсперанс (графство) | - Эксмонт (графство) - Фримантл Сити - Гералдто-Гленбрук Сити - Гингин (графство) - Гновангеруп (графство) - Гомаллинг (графство) - Гошеллс (графство) - Холлз Крик (графство) - Харвей (графство) - Ирвин (графство) - Джеррангуп (графство) - Джонделп Сити - Каламундра (графство) - Калгурли-Боудлер Сити - Каттанинг (графство) - Клерберин (графство) - Кен (графство) - Коджунуп (графство) - Кондинин (графство) - Корда (графство) - Кулин (графство) - Квина (графство) - Лейк Грейс (графство) - Лавертон (графство) - Леонора (графство) - Мандура (графство) - Манджуп (графство) - Микатарра (графство) - Мелвилл Сити - Манзайс (графство) - Каррабин (графство) - Мингенью (графство) - Мора (графство) - Морава (графство) - Мосмен Пар Таун - Маунт Магнет (графство) - Маунт Маршл (графство) - Микинбудин (графство) - Муллева (графство) - Мандиринг (графство) - Мерчисон (графство) - Муррей (графство) - Наннуп (графство) - Нарембин (графство) - Наррогин (графство) - Наррогин Таун | - Недлендс Сити - Нгаунтжараки (графство) - Нортхем (графство) - Нортхемптон (графство) - Нунгерин (графство) - Пеппермин Гоув (графство) - Перентжори (графство) - Перт Сити - Пингелли (графство) - Плантгенет (графство) - Порт-Хедленд Таун - Квайрдинг (графство) - Равенсхорп (графство) - Роккингем Сити - Ройборн (графство) - Сендстон (графство) - Серпентайн-Джарандел (графство) - Шерк Бей (графство) - Саут Перт Сити - Стерлинг Сити - Судиако Сити - Свон Сити - Таммин (графство) - Фри Спригс (графство) - Тудуй (графство) - Трейнинг (графство) - Уппер Гаскоун (графство) - Виктория Парк Таун - Виктория Плейнс (графство) - Винсент Таун - Вегин Таун - Вандеринг (графство) - Ваннеро (графство) - Вароа (графство) - Вест Артур (графство) - Вестониа (графство) - Виккепин (графство) - Вильямс (графство) - Уилуна (графство) - Вуланиллинг (графство) - Ваукетчем (графство) - Вундхем Эст Кимберли (графство) - Улаго (графство) - Вилгерн (графство) - Йорк (графство, Западная Австралия) |

## Регионы
Западная Австралия делится на десять округов:
1. Гаскойн (Gascoyne)
2. Кимберли (Kimberley)
3. Голдфилдс-Эсперанс (Goldfields-Esperance)
4. Большой Южный (Great Southern)
5. Средне-Западный (Mid West)
6. Перт (Perth)
7. Пил (Peel)
8. Пилбара (Pilbara)
9. Юго-Западный (South West)
10. Уитбелт (Wheatbelt)

Городская территория Перта не входит ни в один из округов. Деление на округа применяется для целей управления экономическим развитием. Местное управление осуществляется на уровне районов местного самоуправления.